# Parafia św. Marii Magdaleny w Wielichowie
Parafia Świętej Marii Magdaleny w Wielichowie – rzymskokatolicka parafia w Wielichowie należąca do dekanatu wolsztyńskiego archidiecezji poznańskiej. Została utworzona w XIV wieku. Mieści się przy ulicy Szkolnej.
Proboszczem jest ks. kanonik Wieńczysław Nowak.